# Holem Ayari
Holem Ayari – tunezyjski zapaśnik walczący w stylu klasycznym. Srebrny medalista mistrzostw Afryki w 2006 roku.